# Вејн Сити (Илиноис)
Вејн Сити (енгл. Wayne City) град је у америчкој савезној држави Илиноис.

## Демографија
По попису из 2010. године број становника је 1.032, што је 57 (-5,2%) становника мање него 2000. године.
| Група             | 2000.         | 2010.         |
| Белци             | 1.077 (98,9%) | 1.015 (98,4%) |
| Афроамериканци    | 0 (0,0%)      | 2 (0,2%)      |
| Азијати           | 0 (0,0%)      | 0 (0,0%)      |
| Хиспаноамериканци | 6 (0,6%)      | 6 (0,6%)      |
| Укупно            | 1.089         | 1.032         |